# Kitaca
Kitaca (キタカ, Kitaka), est une carte à puce sans contact, utilisée par la compagnie ferroviaire japonaise JR Hokkaido comme moyen de payement (porte-monnaie électronique) et titre de transport.
Cette carte est notamment utilisable à Sapporo.

## Utilisation
Lors de l'entrée dans le réseau ferroviaire, l'usager approche la carte d'un terminal dédié. Ce dernier alors authentifie et ouvre une session sur la carte en inscrivant le nom de la gare d'entrée et prélève le montant minimum d'un trajet. Lors de la sortie du réseau ferroviaire, l'usager répète la manipulation. Le terminal de la gare de sortie connait alors le trajet effectué par l'usager, et éventuellement débite le compte présent dans la carte en fonction de la distance parcourue.
Étant donc de type pré-payée, la carte doit contenir (sous forme électronique) une somme d'argent supérieure ou égale à celle nécessaire pour le trajet minimum. Cette carte est rechargeable sur des bornes situées à l'entrée des gares ainsi que sur les quais, et permet de passer les portiques en approchant simplement la carte d'un capteur. La carte fonctionne même à travers du tissu ou du cuir, il n'est donc pas nécessaire de la sortir de son portefeuille ou de sa poche. La distance entre la carte et le terminal pouvant aller jusqu'à quelques centimètres.

## Zone d'utilisation
La carte est utilisable sur les lignes de la JR Hokkaido desservant Sapporo et sa région :
- ligne principale Hakodate : entre Otaru et Iwamizawa
- ligne Sasshō : entre Sōen et Hokkaidō-Iryōdaigaku
- ligne Chitose : entre Shiroishi et Numanohata, entre Minami-Chitose et New Chitose Airport
- ligne principale Muroran : entre Numanohata et Tomakomai

## Technologie
Kitaca repose sur la technologie FeliCa mise au point par Sony.